# Ярмоленко Анатолій Іванович
Ярмоленко Анатолій Іванович (біл. Анатоль Іванавіч Ярмоленка, нар. 15 листопада 1947, Козятин Вінницької області, Україна) — білоруський співак, керівник білоруського вокально-інструментального ансамблю «Сябри», народний артист Білорусі.

## Біографія
Народився в місті Козятині. Зростав у робітничій родині, де любили співати, особливо, мати Надія Оникіївна.
Закінчив у 1966 році місцеву школу № 3. Був незмінним учасником художньої самодіяльності не лише на шкільній сцені, а й в місцевому клубі для залізничників.
З 1967 по 1970 рік був призваний до армії. Якийсь час виступав разом з Градським та Буйновим у ВІА «Сувенір». Після повернення потрапив до Білорусі. Вступив на заочне відділення Гомельського музичного училища. Одружився.
З 1971 року працював у Гомельській обласній філармонії. У 1974 року з його ініціативи створюється вокально-інструментальний ансамбль «Сябри». Солісткою ансамблю згодом стали донька Алеся та онук Анатоль.
Анатолій Ярмоленко з піснями «Алеся», «Пічки-лавочки», «Ви шуміть, берези», «Свята» неодноразово виходив у фінал популярного телевізійного конкурсу «Пісня року» (з 1981 по 2011 роки). Ярмоленко виконує такі популярні пісні як «А я ляжу-приляжу», «Рідна мати моя», «Здрастуй, друже», «Журавлі на Полісся летять», «Кринічанька», «Кохана», «Пийте пиво, мужики», «Полька білоруська», «Переживемо», «Наші пісні!».
Анатолій Ярмоленко час від часу приїздить на запрошення з концертами до України: як до столиці Києва, так і рідного міста — Козятина.